# 鳳山縣舊城興隆井

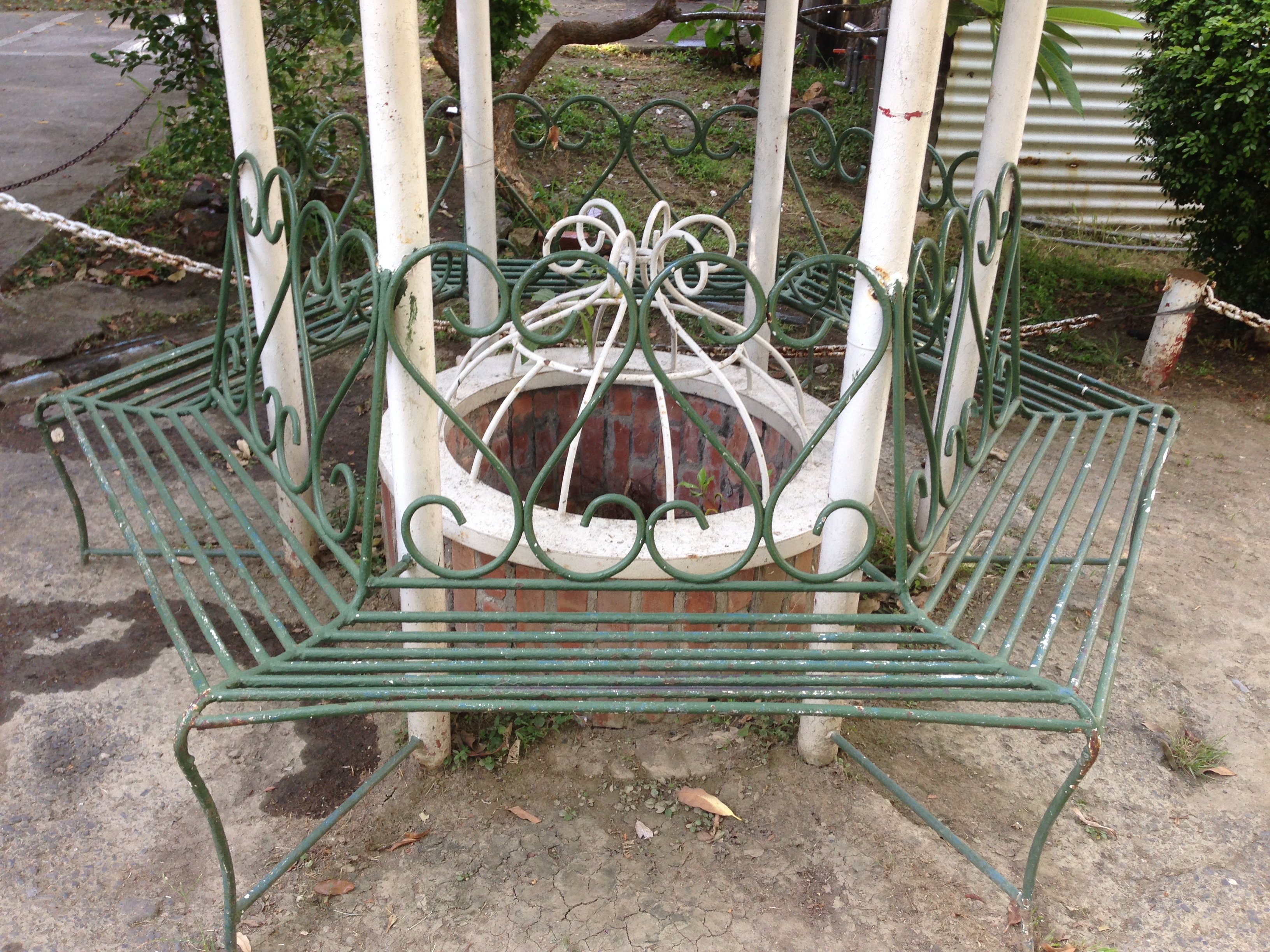
興隆井

鳳山縣舊城興隆井，位於臺灣高雄市左營區左營大路海光俱樂部內，是清代鳳山縣舊城官衙所使用的井 ，北門外的拱辰井則是民用井。名稱來自舊城所在地「興隆莊」。興隆井是用硓𥑮石砌成，並用紅糖、桂花、石灰調合的泥漿接合而成，相當堅固。
二次大戰後，此井被中華民國海軍第四造船廠用護欄圍住保護。